# Ligne Reims à Cormicy
 (février 2025).
La ligne du Chemins de fer de la Banlieue de Reims (CBR), reliant Reims à Cormicy, était un élément du réseau ferroviaire local de la région de la Marne.
Inaugurée le 14 mars 1897, cette ligne de voie métrique servait principalement à transporter les passagers et les marchandises.
Le trajet de 22 km était réalisé (selon l'indicateur Chaix d’août 1898) en 1h15’.

## Historique de la construction

### Genèse
Elle ouvre au trafic le 14 mars 1897.

### Construction de Reims à Cormicy et prolongements
La ligne de Soissons à Cormicy est ouverte en deux étapes en 1904 de Soissons à Vailly-sur-Aisne puis de Vailly-sur-Aisne à Corbeny via Cormicy. La ligne de Cormicy à Corbeny est prolongée en 1905 jusqu'à Guignicourt.

### La première guerre mondiale
Pendant la Première Guerre mondiale, Cormicy était un secteur à fort enjeu du front, notamment avec la Motte de Sapigneul, qui surplombait le passage de l’Aisne et du Canal. La cote 108 était une position essentielle pour le contrôle de ce carrefour qui ouvrait la voie vers Reims. Les combats y firent rage et Sapigneul fut complètement détruite lors de la bataille de Sapigneul. Cormicy elle-même a été complètement détruite en 1918.

### Fermeture de Reims à Cormicy
La ligne est fermée au trafic voyageur le 8 janvier 1933, puis fermée au trafic marchandises, entre Saint-Brice-Courcelles et Cormicy le 31 décembre 1933. La section de voie entre Reims et Saint-Brice-Courcelles est transformée en voie normale en 1952 et gérée comme un embranchement industriel.

## Parcours
Le parcours entre Reims et Cormicy, hors du parcours à l’intérieur de Reims traversait
- Saint-Brice-Courcelles,
- Les Maretz avec plaque « Les Marais »[2],
- Merfy – Saint-Thierry,
- Pouillon,
- La Halte du Parc à Pouillon,
- Villers-Franqueux,
- Hermonville,
- Cauroy - Hermonville,
- Pour atteindre Cormicy, terminus de la ligne.

## Les Bâtiments

### Saint-Brice-Courcelles
A Saint-Brice-Courcelles, la gare du CBR est en face de la halte de la Compagnie des chemins de fer de l'Est. La section de voie entre Reims et Saint-Brice-Courcelles est transformée en voie normale en 1952 et gérée comme un embranchement industriel.
Avant cette transformation, les wagons à l'écartement standard étaient mis sur des trucks porteurs à la gare CBR de Reims Jacquart pour desservir ensuite les différents embranchements.

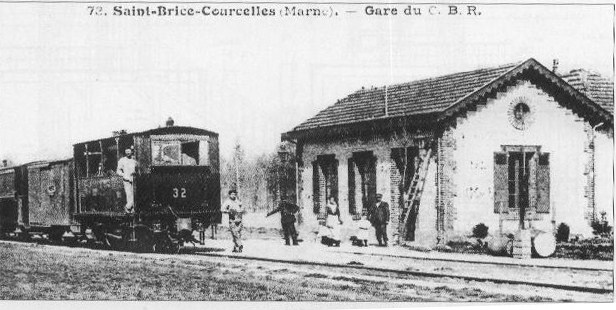
Gare CBR de Saint-Brice-Courcelles.

### Gare de Pouillon,49° 18′ 48″ nord, 3° 56′ 42″ est
La gare de Pouillon desservait un village de 284 habitants dans les années 1900. Un parc est créé par Messieurs David frère de rimes avec des petites maisons de campagne. Le maire demandera une halte au milieu de celui-ci qui lui sera accordée. L'ancienne gare CBR de Pouillon est aujourd'hui, la propriété d’un particulier.

### La halte du Parc à Pouillon
La halte du Parc, qui n’existe plus a été créée à la suite de la demande du maire en juin 1900 pour desservir le lotissement du Parc de Pouillon, alors en cours de construction.

### Gare de Villers-Franqueux,49° 19′ 41″ nord, 3° 56′ 28″ est
En 1934, à la fermeture de la ligne, la gare devient un bâtiment communal qui va servir de logement pour le garde champêtre puis le cantonnier jusqu’à la fin des années 90.
Elle devient salle associative en 2005 puis retrouve une fonction de logement en 2022.

### Gare de Hermonville,49° 20′ 10″ nord, 3° 54′ 51″ est[6]
Le CBR a notamment été utilisé pour transporter des pierres issues des carrières d’Hermonville pour la reconstruction de la Cathédrale de Reims et des habitations de la ville de Reims, après la première guerre mondiale.

### Gare de Cauroy-Lès-Hermonville,49° 20′ 51″ nord, 3° 55′ 08″ est
Le CBR a notamment été utilisé pour transporter des tuiles de la tuilerie situées à quelques km de la gare de Cauroy-Lès-Hermonville.
L'ancienne gare de Cauroy-Lès-Hermonville, gare de type 4, est la propriété d’un particulier.

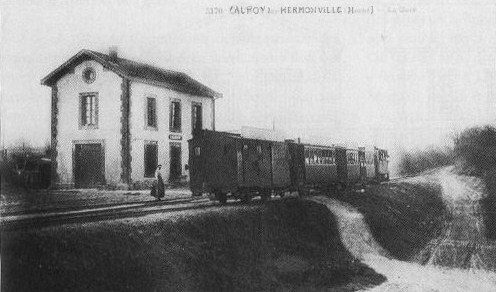
Gare CBR de Cauroy les Hermonville.

### Gare de Cormicy,49° 22′ 12″ nord, 3° 53′ 31″ est
La gare de Cormicy assurait une correspondance avec la ligne Soissons / Rethel. Les trains de la ligne Soissons -Rethel devait rebrousser car  le plan de voie de la gare était en épi.
Le bâtiment a été détruit. La plte-forme de la gare de Cormicy est occupée par une zone pavillionnaire.
Le trafic des marchandises expédiées était constitué du bois, une scierie était à proximité, des pierres avec une carrière à proximité, des cendres sulfureuses utilisées pour l'agriculture.
A l'arrivée, la reconstruction de Cormicy a généré un trafic de briques rouges utilisées pour la reconstruction des maisons en harmonie avec la brique locale blanche.

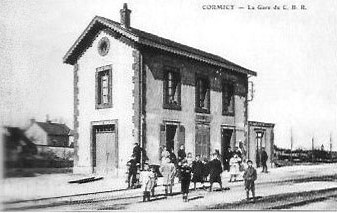
Gare CBR de Cormicy.